# حكومة بن مبارك
حكومة أحمد عوض بن مبارك، هي الحكومة اليمنية الحالية، وهي أساساً حكومة معين عبد الملك الصبري الثانية المشكلة في 18 ديسمبر 2020 وامتداد لها، حيث اقتصر التغيير فيها على تعيين وزير الخارجية والمغتربين أحمد بن مبارك رئيساً لمجلس الوزراء في 5 فبراير 2024، بدلاً من معين عبد الملك الصبري، إلى جانب منصبه وزيراً للخارجية والمغتربين دون تغيير في الحقائب الوزارية الأخرى، ثم في 26 مارس 2024 حل محله في منصب وزير الخارجية والمغتربين شائع الزنداني. استقال بن مبارك من رئاسة الوزراء في 3 مايو 2025 ليخلفه سالم بن بريك في المنصب.